# Porto Seguro
Porto Seguro (traducido al castellano: Puerto Seguro) es una ciudad situada en el extremo sur del estado de Bahía, en el nordeste brasileño. El municipio fue fundado en 1534 y declarado oficialmente el punto de llegada de los portugueses en Brasil. En la actualidad posee cerca de 140 000 habitantes y está ubicada en casi su totalidad por el patrimonio histórico, no siendo permitida la construcción de edificios altos (con más de tres plantas).[cita requerida]

## Geografía
El municipio de Porto Seguro cuenta con un extenso litoral (cerca de 85 km) de playas de arena fina, blanca y sin ningún tipo de polución; el litoral norte posee una infraestructura de nivel internacional y el litoral sur también está llegando a ese nivel (los litorales norte y sur están divididos por la desembocadura del río Buranhém, con cerca de 500 m de ancho en su desembocadura). El clima es siempre cálido en verano, con picos de 42 °C y ameno en invierno, con media de 25 °C y mínimas de 15 °C.

## Turismo

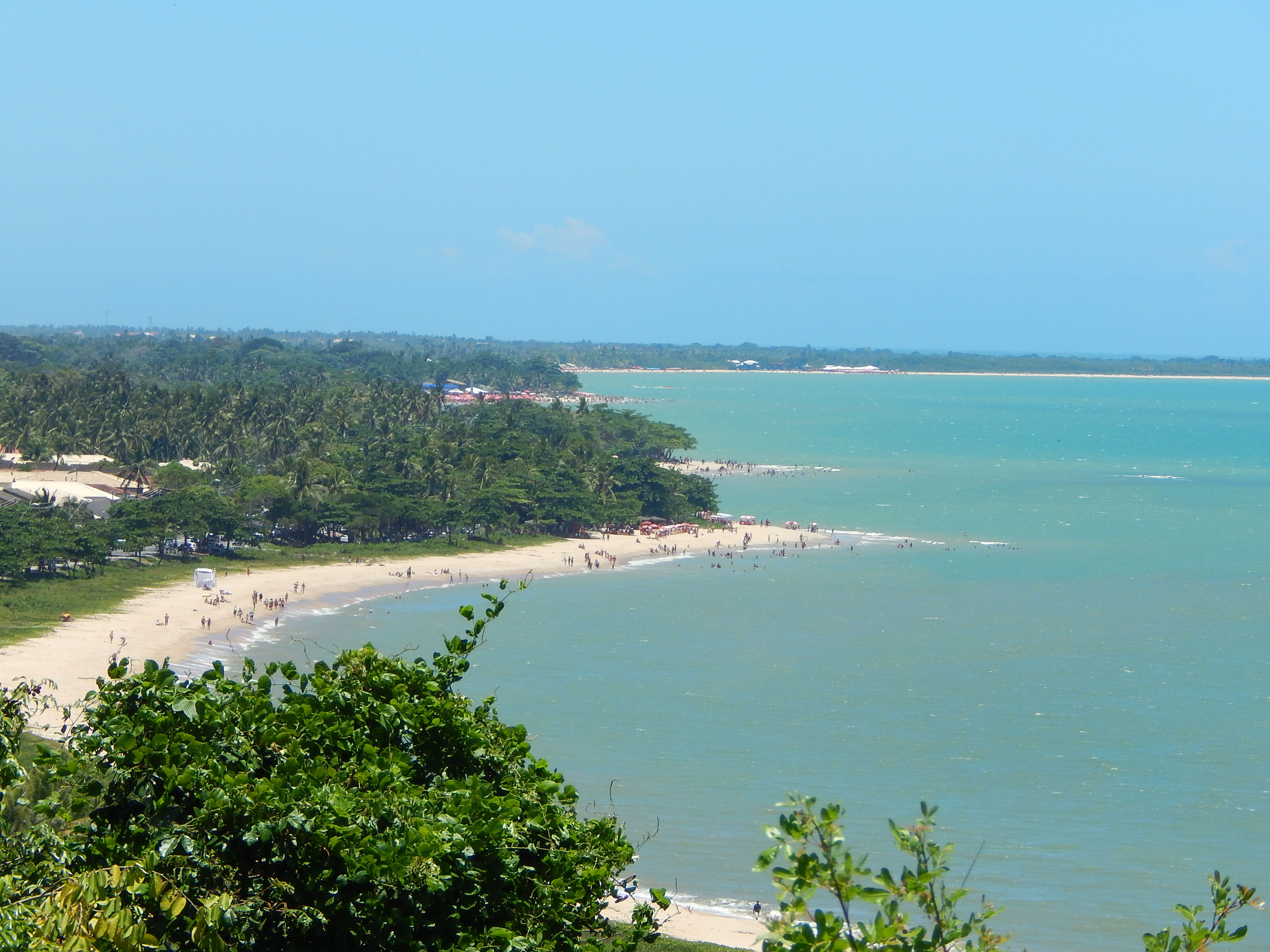
Vista de la costa de Porto Seguro desde el centro histórico

La ciudad recibe turistas oriundos del centro sur del país y de países como Paraguay, Uruguay, Argentina, Portugal, Estados Unidos y Francia. El lugar cuenta también con hoteles y alojamientos menores pero de buena calidad y cuenta con un aeropuerto internacional con capacidad para la llegada de aviones de tamaño semejante al de los Boeing 767 y Airbus A310.

## Economía
Aparte del turismo otras actividades importantes son la agricultura, el comercio y los servicios.

## Imágenes

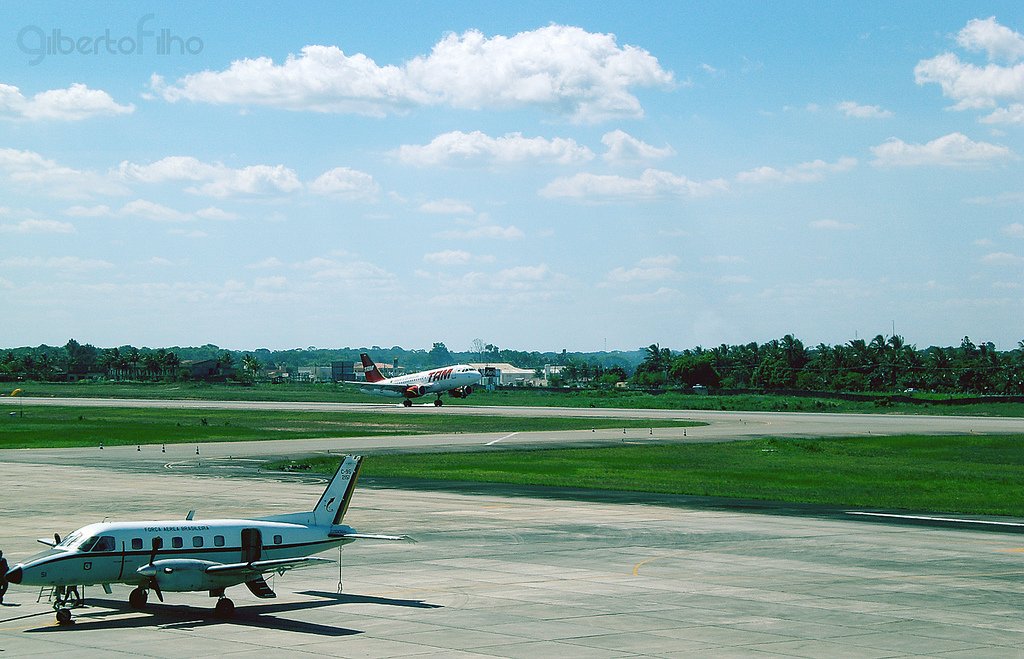
Aeropuerto de Porto Seguro.
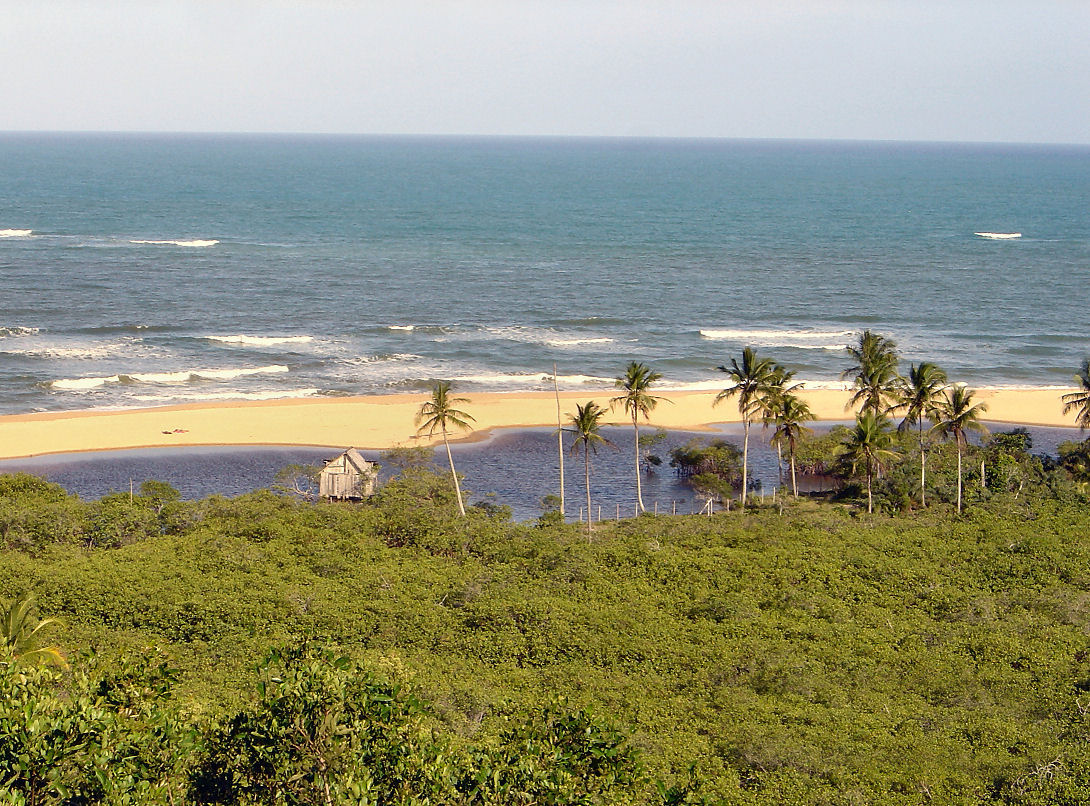
Trancoso.
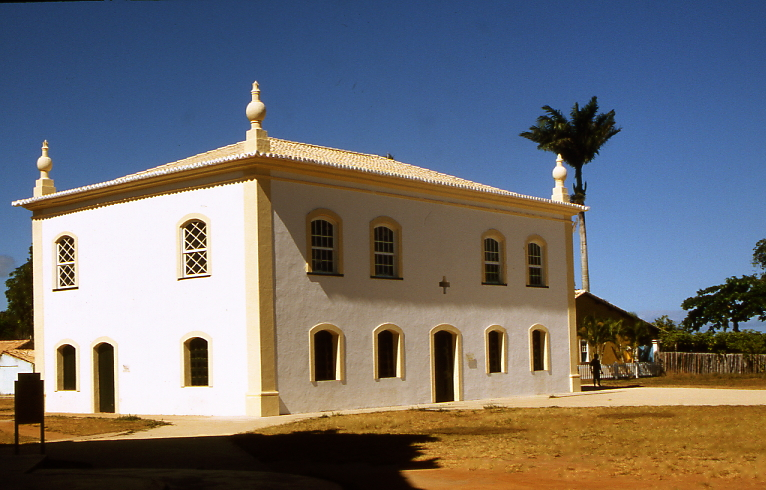
Vista de Porto Seguro.
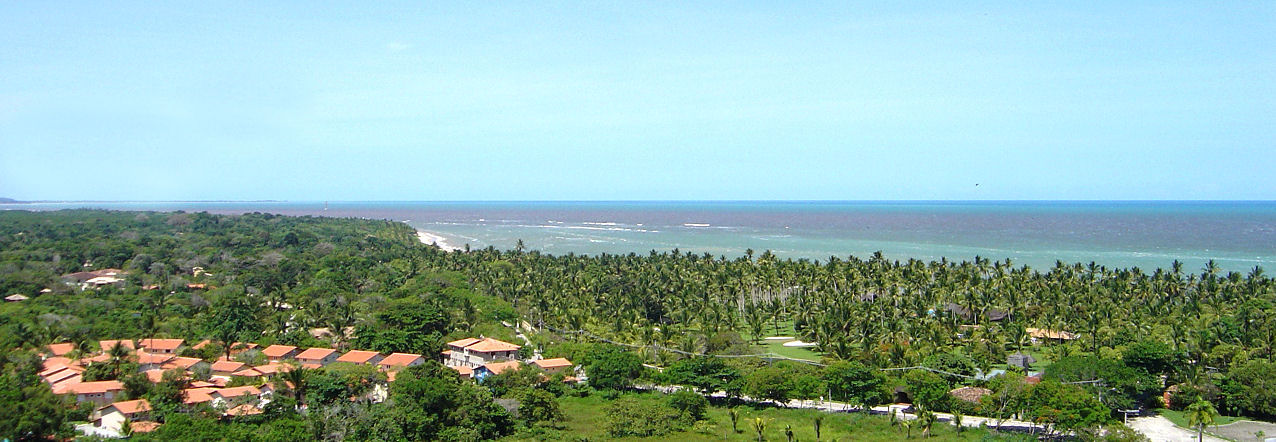
Arraial d'Ajuda.
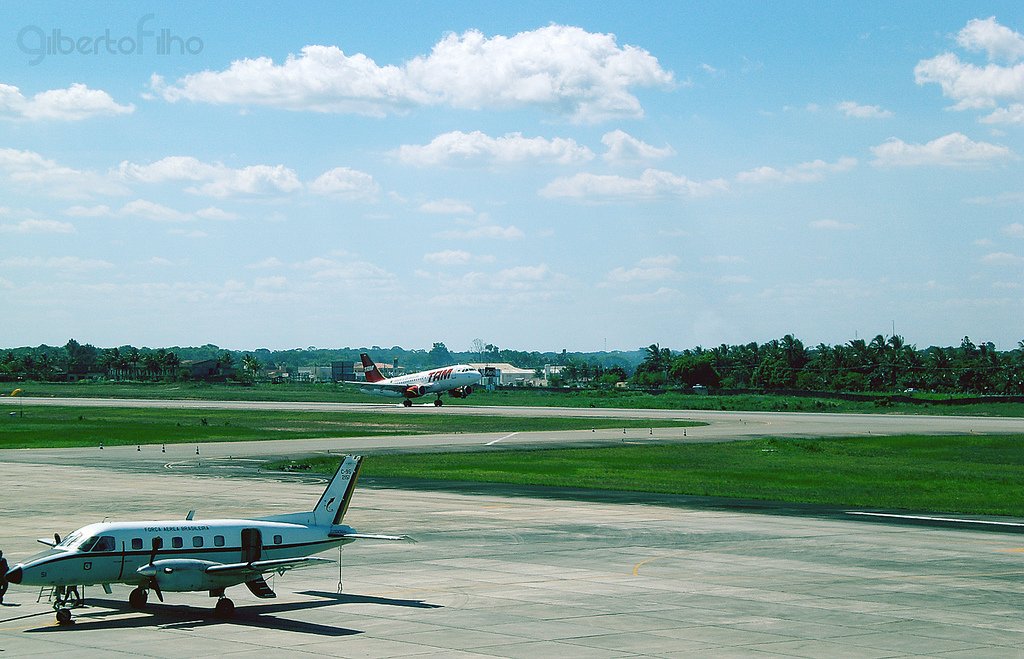
Aeroporto de Porto Seguro.